# Liste der Monuments historiques in Somme-Bionne
Die Liste der Monuments historiques in Somme-Bionne führt die Monuments historiques in der französischen Gemeinde Somme-Bionne auf.

## Liste der Objekte
| Bezeichnung | Beschreibung          | Standort                        | Kennzeichnung | Schutzstatus | Datum | Bild |
| ----------- | --------------------- | ------------------------------- | ------------- | ------------ | ----- | ---- |
| Glocke      | Bronze, 1617 gegossen | in der Kirche St-Étienne (Lage) | PM51001064    | Classé       | 1911  |      |